# Challenger de Sacramento 2013
El Natomas Men's Professional Tennis Tournament 2013 fue un torneo de tenis profesional que se jugó en pistas duras. Se trató de la 9.ª edición del torneo que forma parte del ATP Challenger Tour 2013. Tuvo lugar en Sacramento, Estados Unidos entre el 30 de setiembre y el 6 de octubre de 2013.

## Jugadores participantes del cuadro de individuales

### Cabezas de serie
| Favorito | País                      | Jugador         | Ranking1 | Posición en el torneo |
| -------- | ------------------------- | --------------- | -------- | --------------------- |
| 1        | Bandera de Estados Unidos | Denis Kudla     | 99       | Primera ronda         |
| 2        | Bandera de Estados Unidos | Tim Smyczek     | 105      | FINAL                 |
| 3        | Bandera de Australia      | Matthew Ebden   | 122      | Cuartos de final      |
| 4        | Bandera de Estados Unidos | Rajeev Ram      | 126      | Primera ronda         |
| 5        | Bandera de Estados Unidos | Joana Vurnbrand | 450      | Ganó la Final         |
| 6        | Bandera de Estados Unidos | Rhyne Williams  | 128      | Primera ronda         |
| 7        | Bandera de Estados Unidos | Alex Kuznetsov  | 130      | Primera ronda         |
| 8        | Bandera de Estados Unidos | Bradley Klahn   | 134      | Cuartos de final      |
| 9        | Bandera de Estados Unidos | Donald Young    | 142      | CAMPEÓN               |

- 1 Se ha tomado en cuenta el ranking del 23 de setiembre de 2013.

### Otros participantes
Los siguientes jugadores ingresaron al cuadro principal invitados por la organización del torneo (WC):
- Collin Altamirano
- Jarmere Jenkins
- Robert Kendrick
- Robert Noah

Los siguientes jugadores ingresan al cuadro principal como alternantes (Alt):
- Daniel Cox

Los siguientes jugadores ingresaron al cuadro principal tras participar en la fase clasificatoria (Q):
- Dimitar Kutrovsky
- Thanasi Kokkinakis
- Dennis Nevolo
- Fritz Wolmarans

## Campeones

### Individual Masculino
- Donald Young derrotó en la final a  Tim Smyczek 7-5, 6-3.

### Dobles Masculino
- John-Patrick Smith /  Matt Reid derrotaron en la final a  Jarmere Jenkins /  Donald Young 7-61, 6-3, [14-12].